# Paul von Breitenbach

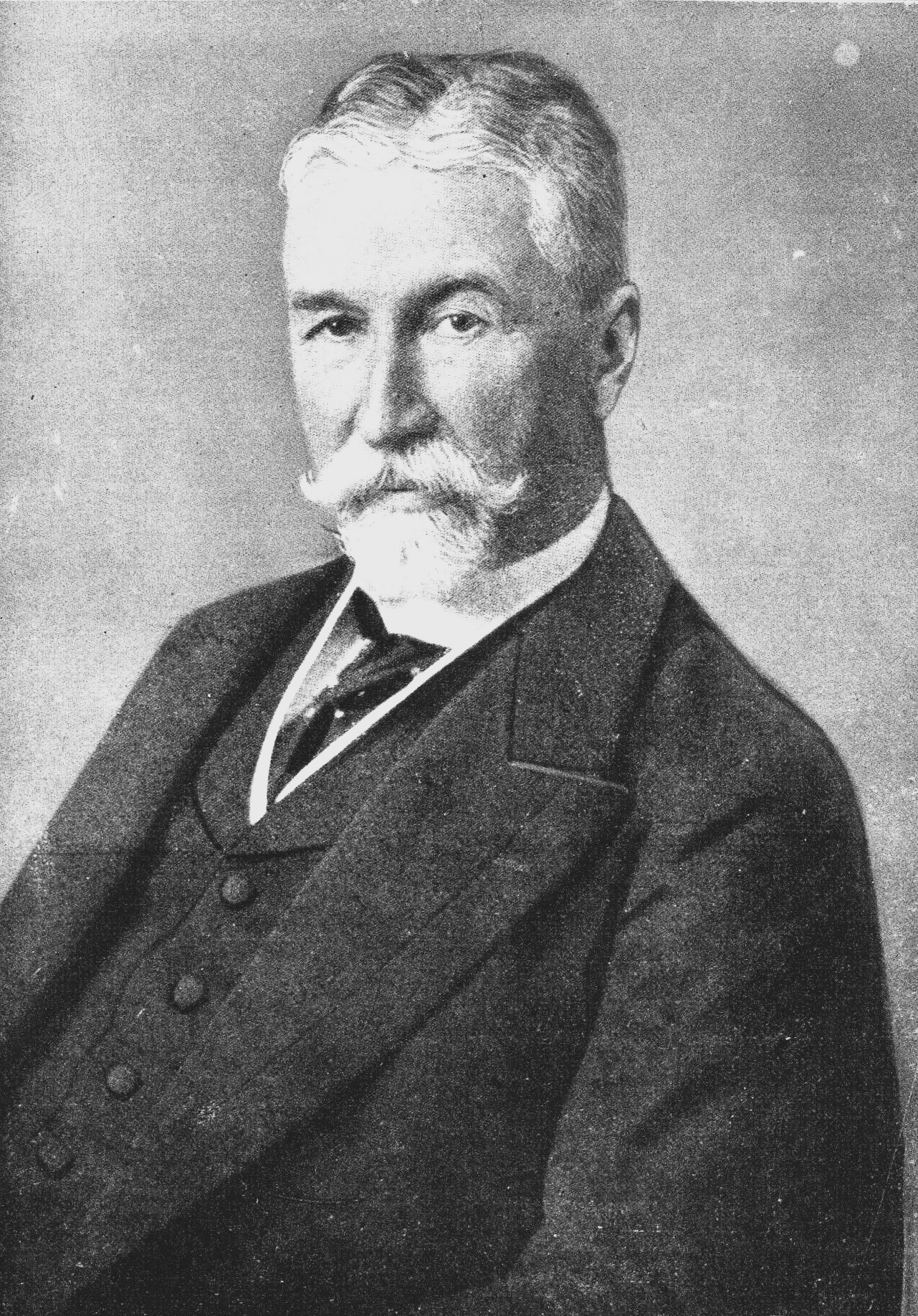
Paul von Breitenbach omstreeks 1916

Paul von Breitenbach (16 april 1850 in Danzig - 10 maart 1930 in Bückeburg) was een Duits politicus en Minister van Openbare Werken van Pruisen. Hij was sterk betrokken bij het uitbreiden van het spoorwegnet in Duitsland en werd op 27 januari 1900 in de adelstand verheven.
In 1913 nam Wilhelm II hem op als Ridder in de Hoge Orde van de Zwarte Adelaar, hij werd daardoor ook Grootkruis in de Orde van de Rode Adelaar.
- Gemeinsame Normdatei: 117630527
- Virtual International Authority File: 3253466
- WorldCat: E39PBJx4jbHQXXVJ4pGbVFQTHC